# Comitato
Comitatos (em latim: Comitatus; lit. "condado") é uma relação da sociedade feudal entre o suserano e o vassalo baseadas na honra e lealdade. Foram grupos formados por guerreiros e seu chefe. Ocorreram relações entre nobres, que nesse período eram os únicos que entravam em combate. Havia nessa relação uma troca mútua de serviço e lealdade. serviço militar em troca de terras, segurança, compensação e/ou privilégios. Segundo a estrutura do feudalismo, o vassalo poderia ser por exemplo um nobre, e seu suserano um rei.
A expressão Comitato foi descrita no tratado Germânia do historiador romano Tácito, no ano 89, como a relação entre um guerreiro germânico e o seu senhor, garantindo que um não abandonaria o campo de batalha sem o outro. Em tradução livre: "Para além disso, sobreviver ao líder e retirar-se do campo de batalha é uma desonra e infâmia para toda a vida".
Parcialmente sob a influência de prática romana, estabelecida por Caio Mário, de um general distribuir terras aos seus soldados após estes concluírem o seu serviço militar, o Comitato evoluiria para a prática do feudalismo.
Posteriormente surgiria, na Inglaterra e nos Estados Unidos da América, a expressão posse Comitato: a autoridade de um xerife para recrutar qualquer homem fisicamente são e com mais de 18 anos de idade para o auxiliar a manter a paz ou perseguir e deter um criminoso - o equivalente policial de convocar uma milícia por motivos militares.